# Troy Hudson
Troy Hudson (Carbondale, Illinois, 13 de marzo de 1976) es un exjugador de baloncesto estadounidense que jugó 11 temporadas en la NBA. Con 1,85 metros de estatura, jugaba en la posición de base.

## Carrera

### Universidad
Hudson jugó dos temporadas en la Universidad de Southern Illinois, donde se convirtió en el máximo anotador de la historia de la universidad con 1144 puntos y 225 triples, otro récord. En sus dos años en USI, promedió 21,2 puntos, 4 rebotes y 2,2 asistencias, donde llegó procedente de la Universidad de Misuri, donde jugó dos temporadas. 
En su año júnior (1996-97), sus promedios fueron de 21 puntos, 3,6 rebotes y 2,8 asistencias en 35,8 minutos de juego en 30 partidos.

### NBA
Hudson no fue seleccionado en el Draft de la NBA de 1997, aunque firmó como agente libre con Utah Jazz el 3 de octubre de 1997, promediando 1,5 puntos en 2,9 minutos de juego en 8 partidos. Fue cortado el 28 de diciembre, fichando por Yakima y Sioux Falls de la CBA, liga en la que disputó 22 encuentros y firmó 9 puntos, 2,1 rebotes y 1,7 asistencias por partido. 
En la temporada 1997-98, jugó en Minnesota Timberwolves y en L.A. Clippers en dos ocasiones. Con los angelinos disputó 25 partidos, en los que sus números fueron notables; 6,8 puntos, 3,7 asistencias y 2,2 rebotes en 21 minutos. Comenzó de titular las seis últimas noches de la temporada, situando sus estadísticas por encima de los 15 puntos, 9 asistencias, 5 rebotes y 45 minutos. 
La siguiente campaña la jugó íntegra en los Clippers, apareciendo en 62 partidos, 38 de ellos como titular, promediando 8,8 puntos, 3,9 asistencias y 2,4 rebotes y 25,7 minutos. Tras una decente campaña, fue cortado el 27 de marzo de 2000. Firmó con Orlando Magic el 10 de agosto de 2000, donde jugó hasta 2002, promediando 11,7 puntos en la 2001-02.
El 26 de agosto de 2002 firmó con Minnesota Timberwolves, donde lleva ya 5 temporadas rindiendo a un gran nivel. Su primera en los Wolves fue la mejor en su carrera, llegando hasta los 14,2 puntos y 5,7 asistencias por noche. Tras la llegada de Sam Cassell, fue relegado al banquillo, aunque las lesiones le han castigado en los últimos años, apareciendo tan solo en 70 partidos en las pasadas dos campañas.
En septiembre de 2007 fichó por Golden State Warriors como agente libre, siendo despedido en enero de 2008.

## Estadísticas de su carrera en la NBA

### Temporada regular
| Año     | Equipo        | PJ  | PT  | MPP  | %TC  | %3P  | %TL   | RPP | APP | ROB | TPP | PPP  |
| ------- | ------------- | --- | --- | ---- | ---- | ---- | ----- | --- | --- | --- | --- | ---- |
| 1997–98 | Utah          | 8   | 0   | 2.9  | .429 | .000 | .000  | .3  | .5  | .2  | .0  | 1.5  |
| 1998–99 | L.A. Clippers | 25  | 6   | 21.0 | .400 | .319 | .895  | 2.2 | 3.7 | .4  | .1  | 6.8  |
| 1999–00 | L.A. Clippers | 62  | 38  | 25.7 | .377 | .311 | .811  | 2.4 | 3.9 | .7  | .0  | 8.8  |
| 2000–01 | Orlando       | 75  | 7   | 13.4 | .336 | .202 | .817  | 1.4 | 2.2 | .5  | .0  | 4.8  |
| 2001–02 | Orlando       | 81  | 4   | 22.9 | .434 | .353 | .876  | 1.8 | 3.1 | .7  | .1  | 11.7 |
| 2002–03 | Minnesota     | 79  | 74  | 32.9 | .428 | .365 | .900  | 2.3 | 5.7 | .8  | .1  | 14.2 |
| 2003–04 | Minnesota     | 29  | 1   | 17.3 | .386 | .403 | .818  | 1.2 | 2.4 | .2  | .0  | 7.5  |
| 2004–05 | Minnesota     | 79  | 32  | 21.9 | .401 | .345 | .778  | 1.3 | 3.6 | .3  | .1  | 8.7  |
| 2005–06 | Minnesota     | 36  | 0   | 22.2 | .381 | .396 | .923  | 1.2 | 2.9 | .3  | .1  | 9.5  |
| 2006–07 | Minnesota     | 34  | 6   | 16.3 | .379 | .350 | .813  | 1.4 | 2.1 | .4  | .1  | 5.9  |
| 2007–08 | Golden State  | 9   | 0   | 10.3 | .290 | .333 | 1.000 | .8  | 1.0 | .3  | .0  | 3.1  |
| Total   | Total         | 517 | 168 | 21.8 | .401 | .339 | .858  | 1.7 | 3.4 | .5  | .0  | 9.0  |

### Playoffs
| Año   | Equipo    | PJ | PT | MPP  | %TC  | %3P  | %TL  | RPP | APP | ROB | TPP | PPP  |
| ----- | --------- | -- | -- | ---- | ---- | ---- | ---- | --- | --- | --- | --- | ---- |
| 2001  | Orlando   | 4  | 0  | 14.0 | .286 | .000 | .833 | 2.3 | 2.3 | .2  | .0  | 4.3  |
| 2002  | Orlando   | 4  | 0  | 26.5 | .375 | .000 | .938 | 1.0 | 1.5 | .0  | .0  | 12.8 |
| 2003  | Minnesota | 6  | 6  | 36.8 | .415 | .436 | .947 | 2.0 | 5.5 | 1.3 | .0  | 23.5 |
| Total | Total     | 14 | 6  | 27.4 | .389 | .362 | .933 | 1.8 | 3.4 | .6  | .0  | 14.9 |